# Gumières
Gumières és un municipi francès situat al departament del Loira i a la regió d'Alvèrnia-Roine-Alps. L'any 2007 tenia 276 habitants.

## Demografia

### Població
El 2007 la població de fet de Gumières era de 276 persones. Hi havia 116 famílies de les quals 32 eren unipersonals (18 homes vivint sols i 14 dones vivint soles), 35 parelles sense fills, 42 parelles amb fills i 7 famílies monoparentals amb fills.
La població ha evolucionat segons el següent gràfic:
Habitants censats

### Habitatges
El 2007 hi havia 245 habitatges, 118 eren l'habitatge principal de la família, 112 eren segones residències i 14 estaven desocupats. 239 eren cases i 6 eren apartaments. Dels 118 habitatges principals, 99 estaven ocupats pels seus propietaris, 18 estaven llogats i ocupats pels llogaters i 2 estaven cedits a títol gratuït; 4 tenien dues cambres, 20 en tenien tres, 32 en tenien quatre i 62 en tenien cinc o més. 64 habitatges disposaven pel capbaix d'una plaça de pàrquing. A 49 habitatges hi havia un automòbil i a 62 n'hi havia dos o més.

### Piràmide de població
La piràmide de població per edats i sexe el 2009 era:
| Homes | Edats   | Dones |
| ----- | ------- | ----- |
| 0     | 95 o +  | 0     |
| 0     | 90 a 94 | 0     |
| 0     | 85 a 89 | 4     |
| 0     | 80 a 84 | 0     |
| 4     | 75 a 79 | 0     |
| 0     | 70 a 74 | 4     |
| 12    | 65 a 69 | 20    |
| 4     | 60 a 64 | 8     |
| 8     | 55 a 59 | 0     |
| 12    | 50 a 54 | 12    |
| 4     | 45 a 49 | 4     |
| 8     | 40 a 44 | 4     |
| 12    | 35 a 39 | 4     |
| 20    | 30 a 34 | 4     |
| 16    | 25 a 29 | 24    |
| 8     | 20 a 24 | 4     |
| 4     | 15 a 19 | 8     |
| 0     | 10 a 14 | 0     |
| 12    | 5 a 9   | 0     |
| 28    | 0 a 4   | 4     |

## Economia
El 2007 la població en edat de treballar era de 179 persones, 126 eren actives i 53 eren inactives. De les 126 persones actives 118 estaven ocupades (68 homes i 50 dones) i 7 estaven aturades (3 homes i 4 dones). De les 53 persones inactives 25 estaven jubilades, 11 estaven estudiant i 17 estaven classificades com a «altres inactius».

### Ingressos
El 2009 a Gumières hi havia 135 unitats fiscals que integraven 318 persones, la mediana anual d'ingressos fiscals per persona era de 15.281 €.

### Activitats econòmiques
Dels 11 establiments que hi havia el 2007, 3 eren d'empreses de fabricació d'altres productes industrials, 1 d'una empresa de construcció, 2 d'empreses de comerç i reparació d'automòbils, 1 d'una empresa de transport, 1 d'una empresa d'hostatgeria i restauració, 2 d'empreses de serveis i 1 d'una empresa classificada com a «altres activitats de serveis».
Dels 3 establiments de servei als particulars que hi havia el 2009, 1 era un taller de reparació d'automòbils i de material agrícola, 1 fusteria i 1 restaurant.
L'any 2000 a Gumières hi havia 15 explotacions agrícoles que ocupaven un total de 245 hectàrees.

## Equipaments sanitaris i escolars
El 2009 hi havia una escola elemental.

## Poblacions més properes
El següent diagrama mostra les poblacions més properes.